# Ložar
Ložar je priimek več znanih Slovencev:

## Znani nosilci priimka
- Barbara Ložar (1945—2011), prof. Univ. Wisconsin, ZDA
- Greta Ložar, narodnozabavna pevka (Zadovoljni Kranjci)
- Helena Ložar-Podlogar (*1942), etnologinja
- Marta Ložar (r. Meterc) (1914—2008), učiteljica, etnologinja
- Rajko Ložar (1904—1985), umetnostni zgodovinar, arheolog in etnograf
- Slavka Ložar (r. ??) (1913—2012), (etnološka) muzealka v NM, učiteljica (mož pravnik Alojzij Ložar)
- Tom Ložar (*1944), slovensko-ameriški literarni zgodovinar, pesnik in prevajalec
- Ula Ložar (*2002), zabavnoglasbena pevka